# Ville-sur-Jarnioux
Ville-sur-Jarnioux là một xã thuộc tỉnh Rhône trong vùng Auvergne-Rhône-Alpes phía đông nước Pháp. Xã này nằm ở khu vực có độ cao trung bình 425 mét trên mực nước biển.